# John Raphael Quinn
John Raphael Quinn (* 28. März 1929 in Riverside, Kalifornien; † 22. Juni 2017 in San Francisco, Kalifornien) war ein US-amerikanischer Geistlicher und römisch-katholischer Erzbischof von San Francisco.

## Leben
John Quinn studierte Theologie und Philosophie am Päpstlichen Nordamerika-Kolleg in Rom und empfing ebenda am 19. Juli 1953 die Priesterweihe für das Bistum San Diego. Er war in der Seelsorge und als Lehrer am Diözesanseminar des Bistums San Diego tätig. 1964 wurde er Provost der University of San Diego.
Papst Paul VI. ernannte ihn am 21. Oktober 1967 zum Weihbischof in San Diego und Titularbischof von Thisiduo. Der Apostolische Delegat in den Vereinigten Staaten von Amerika, Erzbischof Luigi Raimondi, spendete ihm am 12. Dezember desselben Jahres die Bischofsweihe; Mitkonsekratoren waren Francis James Furey, Bischof von San Diego und Frederick William Freking, Bischof von La Crosse.
Am 30. November 1971 wurde er zum Bischof von Oklahoma City-Tulsa ernannt. Mit der Erhebung zum Erzbistum am 13. Dezember 1972 wurde er zum Erzbischof von Oklahoma City ernannt. Am 16. Februar 1977 ernannte ihn Papst Paul VI. zum Erzbischof von San Francisco. Die Amtseinführung fand am 26. April desselben Jahres statt. Von 1977 bis 1980 war Quinn zudem Präsident der US-amerikanischen Bischofskonferenz. Am 27. Dezember 1995 nahm Papst Johannes Paul II. sein vorzeitiges Rücktrittsgesuch an. Bereits seit 1993 hatte sich Quinn mit Missbrauchsvorwürfen gegen zahlreiche Priester des Erzbistums auseinandersetzen müssen. Ihm folgte William Joseph Levada, der im August 1995 zum Koadjutor des Erzbistums bestellt worden war.
John Quinn engagierte sich insbesondere für zwei soziale Brennpunkte in San Francisco, die AIDS-Prävention und die Flüchtlinge aus Zentralamerika.

## Schriften
- The Reform of the Papacy: The Costly Call to Christian Unity., 1999
- Ever Ancient, Ever New: New Structure of the Communion in the Church., 2012